# Doriana Sarli
Doriana Sarli (Napoli, 3 aprile 1961) è una politica italiana.

## Biografia
Alle elezioni politiche del 2018 viene candidata per il Movimento 5 Stelle nel collegio uninominale di Napoli-Arenella alla Camera, dove viene eletta deputata nella XVIII legislatura.
Viene considerata esponente della corrente di sinistra del movimento, assieme a Roberto Fico, di cui è il punto di riferimento dell'ala, Giuseppe Brescia, Riccardo Ricciardi e Paola Nugnes, che è stata espulsa dal movimento nel 2019.
Nel novembre 2018 è tra i 19 deputati 5 stelle a firmare una lettera indirizata al proprio capogruppo Francesco D'Uva, dove si chiede le modifiche al testo del Dl "Sicurezza", fortemente voluto dal ministro dell’Interno e vicepremier Matteo Salvini.
Espulsa dal M5S nel febbraio del 2021 per non aver votato la fiducia al Governo Draghi, l’8 febbraio 2022 aderisce alla nuova componente ManifestA sotto le insegne di Potere al Popolo e Partito della Rifondazione Comunista-Sinistra Europea.